# Noir réglisse
Robe du cheval
Le noir réglisse est une robe du cheval, visuellement souvent confondue avec la robe noire, mais dont le poil peut être un peu nuancé par rapport au noir. Elle provient de la dilution d'une robe de base noire (E_ aa) par un unique allèle du gène de dilution Crème (CRcr). À ce titre, elle appartient à la famille des robes « Crème ».

## Terminologie
L'utilisation du nom « réglisse » est attestée pour désigner cette couleur de robe en français à l'élevage du haras du Verseau, puis, en septembre 2009, par l'association québécoise du cheval canadien. Le nom « noir réglisse » est repris par la journaliste scientifique Laure Marandet dans son ouvrage les robes des chevaux (en 2018), et par le Dr Virginie Népoux et Amélie Tsaag Valren dans leur ouvrage Beauté des chevaux, le mystère de leur robe, paru l'année suivante. 
Le nom anglais de cette robe est smoky black, qui se traduit en français par « noir fumé ».

## Identification visuelle
Un cheval noir réglisse apparaît soit noir, soit légèrement plus clair que le noir. D'après Laure Marandet, l'action du gène de dilution n'est, en principe, pas visible. Toutefois, le pelage pourrait être plus enclin à s’éclaircir vers une teinte brune, s'il est altéré ou décoloré par le soleil. 
D'après Amélie Tsaag Valren et Virginie Népoux, la manière la plus simple de différencier un cheval noir d'un noir réglisse est de suivre l'évolution de la robe : le poulain noir naît gris foncé, tandis que le poulain noir réglisse naît noir. Laure Marandet conseille de procéder par déduction, en recherchant la présence d'un parent exprimant le gène Crème. 

## Fonctionnement génétique
Parmi les robes dues à l'action du gène Crème, le noir réglisse est l'une des moins connues, et des moins appréciées et étudiées. Cette robe résulte de l'action hétérozygote (un seul allèle dominant) du gène Crème, sur une robe de couleur noire,. Par conséquent, elle fait partie de la famille des robes issues de l'action du gène de dilution Crème, et apparaît parmi des populations de chevaux qui présentent des robes telles que le palomino, le perlino et le cremello. La présence d'un unique allèle dominant Crème provoque une dilution du pigment brun-roux (la phéomélanine), et non du pigment noir (l'eumélanine), expliquant l'apparence visuelle du cheval noir réglisse,.
Tous les chevaux noir réglisse doivent avoir au moins un parent exprimant au moins un allèle dominant du gène crème.
La présence de cet allèle chez l'animal concerné peut être vérifiée par test ADN. Un test du gène Crème chez un cheval visuellement noir donne un résultat positif pour le noir réglisse si le résultat d'un tel test indique N/Cr.

## Confusions
La plupart des registres de chevaux citant la description de la robe ne disposent pas de catégorie dédiée pour le noir réglisse, ce qui fait que le cheval concerné est incorrectement classé comme étant noir ou bai-brun. Les chevaux noir réglisse peuvent aussi être pris pour des chevaux bai foncés (avec action du fumé).
Dans de rares cas, des confusions sont possibles avec le souris et l'alezan brûlé.